# June Allyson
June Allyson (Bronx, New York, 1917. október 7. – Ojai, Kalifornia, 2006. július 8.) Golden Globe-díjas amerikai színésznő.

## Életpályája
1918-ban alkoholista édesapja, aki portásként dolgozott, otthagyta a családot. Így Allyson szegényként nőtt fel anyai nagyszüleinél. 1925-ben triciklizés és kutyasétáltatás közben ráesett egy faág, melynek következtében Allson koponyája megsérült, és a kutyája is elpusztult. 1940-ben New Yorkban mutatkozott be táncosnőként egy zenés komédiában. 1943-tól szerepelt filmekben. 1960-ban csillagot kapott a Walk of Fame-en.
Nem tartozott a hollywoodi tucatszépségek közé, s ez egyszersmind szerepkörét is meghatározta. Derűs, jó humorú vígjátéki hősnő volt, akit a magyarok a második világháború után a Csókos tengerész (1944) és az Aranykakas (1946) című könnyed, sok-sok melódiával átszőtt, ötletes, szórakoztató alkotásokban ismerhetett meg.

## Magánélete
1945–1963 között Dick Powell (1904–1963) színész, producer volt a férje. 1963–1970 között Alfred Glenn Maxwell volt a párja, akitől egy alkalommal el is vált. 1976-tól haláláig David Ashrow (1920–2007) színész volt a partnere.

## Filmjei
- Nőbolond (1943)
- Ezer mosoly (1943)
- Csókos tengerész (1944)
- Aranykakas (1946)
- Amíg a felhők tovaszállnak (1946)
- Éljen a szerelem! (1947)
- A három testőr (1948)
- Kisasszonyok (1949)
- A Stratton történet (1949)
- Jobbhorog (1950)
- Too Young to Kiss (1951)
- A leány fehérben (1952)
- Látható maradványok (1953)
- A csata cirkusz (1953)
- Glenn Miller élete (1954)
- Vezetői lakosztály (1954)
- Stratégiai légierő-parancsnokság (1955)
- Az ellentétes nem (1956)
- Idegen a karjaimban (1959)
- Csak a gazdáikat ölik meg (1972)
- Szerelemhajó (1978-1983)
- Gyilkos sorok (1984)
- Hollywood, Hollywood III. (1994)
- Öreg díva, nem vén díva (2001)

## Díjai
- Golden Globe-díj a legjobb női főszereplőnek – filmmusical vagy vígjáték (1952) Too Young to Kiss